# Englische Cricket-Nationalmannschaft in den West Indies in der Saison 1973/74
Die Tour der englischen Cricket-Nationalmannschaft auf die West Indies in der Saison 1973/74 fand vom 2. Februar bis zum 5. April 1974 statt. Die internationale Cricket-Tour war Bestandteil der Internationalen Cricket-Saison 1973/74 und umfasste fünf Tests. Die Serie endete 1–1 unentschieden.

## Vorgeschichte
Für beide Mannschaften war es die erste Tour der Saison.
Das letzte Aufeinandertreffen der beiden Mannschaften bei einer Tour fand in der Saison 1973 in England statt.

## Stadien
Die folgenden Stadien wurden für die Tour als Austragungsort vorgesehen.
| Stadt         | Land                | Stadion               | Kapazität | Spiele       |
| ------------- | ------------------- | --------------------- | --------- | ------------ |
| Bridgetown    | Barbados            | Kensington Oval       | 11.000    | 3. Test      |
| Georgetown    | Guyana              | Bourda Cricket Ground | 25.000    | 4. Test      |
| Kingston      | Jamaika             | Sabina Park           | 20.000    | 2. Test      |
| Port of Spain | Trinidad und Tobago | Queen’s Park Oval     | 25.000    | 1. & 5. Test |

## Kaderlisten
Die Teams benannten die folgenden Kader.
| Test | Test |
| West Indies | England |
| --- | --- |
| - Rohan Kanhai (K) - Inshan Ali - Arthur Barrett - Keith Boyce - Maurice Foster - Roy Fredericks - Lance Gibbs - Vanburn Holder - Bernard Julien - Alvin Kallicharran - Clive Lloyd - Deryck Murray (wk) - Andy Roberts - Lawrence Rowe - Garry Sobers | - Mike Denness (K) - Dennis Amiss - Geoff Arnold - Jack Birkenshaw - Geoff Boycott - Keith Fletcher - Tony Greig - Frank Hayes - John Jameson - Alan Knott (wk) - Chris Old - Pat Pocock - Derek Underwood - Bob Willis |

## Tests

### Erster Test in Port of Spain
| 2. – 7. Februar Scorecard | Port of Spain | England 131 (55) & 392 (166.2)    | – | West Indies 392 (122.4) & 132-3 (37.5) |
|                           |               | West Indies gewinnt mit 7 Wickets |   |                                        |

Die West Indes gewannen den Münzwurf und entschieden sich als Feldmannschaft zu beginnen.

### Zweiter Test in Kingston
| 16. – 21. Februar Scorecard | Kingston | England 353 (157) & 432-9 (183) | – | West Indies 583-9d (196) |
|                             |          | Remis                           |   |                          |

England gewannen den Münzwurf und entschied sich als Schlagmannschaft zu beginnen.

### Dritter Test in Bridgetown
| 6. – 11. März Scorecard | Bridgetown | England 395 (144.4) & 277-7 (126.3) | – | West Indies 596-8d (154) |
|                         |            | Remis                               |   |                          |

Die West Indes gewannen den Münzwurf und entschieden sich als Feldmannschaft zu beginnen.

### Vierter Test in Georgetown
| 22. – 27. März Scorecard | Georgetown (BCG) | England 448 (171.4) | – | West Indies 198-4 (86.5) |
|                          |                  | Remis               |   |                          |

England gewannen den Münzwurf und entschied sich als Schlagmannschaft zu beginnen.

### Fünfter Test in Port of Spain
| 30. März – 5. April Scorecard | Port of Spain | England 267 (135.3) & 263 (149.2) | – | West Indies 305 (117.1) & 199 (88.3) |
|                               |               | England gewinnt mit 26 Runs       |   |                                      |

England gewannen den Münzwurf und entschied sich als Schlagmannschaft zu beginnen.